# Ciklon Ianos
Ciklon Ianos, poimenovan tui Medikan Ianos, je bil redek sredozemski orkan, ki se je začel razvijati nad Sredozemskim morjem 14. septembra 2020. Do 20. septembra, ko je razpadel, je najbolj prizadel Grčijo, ki je največjo škodo utrpela med 17. in 18. septembrom 2020. Poleg Grčije so posledice medikana Ianos čutili tudi v Libiji, Italiji in na Malti. V Grčiji so umrli štirje ljudje, eden pa je pogrešan. 
Ianos je kopno v Grčiji dosegel 18. septembra, na višku svoje moči. Sunki vetra so dosegali 120 km/h, zračni pritisk v osrčju pa je po ocenah takrat znašal 995 hPa, s čimer je dosegel orkansko stopnjo 1.